# Яшиці
Яшиці (пол. Jaszyce) — село в Польщі, у гміні Тшебниця Тшебницького повіту Нижньосілезького воєводства.
Населення — 98 осіб (2011).

## Демографія
Демографічна структура станом на 31 березня 2011 року:
|          | Загалом | Допрацездатний вік | Працездатний вік | Постпрацездатний вік |
| -------- | ------- | ------------------ | ---------------- | -------------------- |
| Чоловіки | 52      | 14                 | 34               | 4                    |
| Жінки    | 46      | 7                  | 33               | 6                    |
| Разом    | 98      | 21                 | 67               | 10                   |